# Vladimir Sukhobokov
Vladimir Sukhobokov (russisk: Владимир Леонидович Сухобоков) (født 23. juli 1910 i Rogatjov i det Russiske Kejserrige, død 12. juni 1973 i Moskva i Sovjetunionen) var en sovjetisk filminstruktør.

## Filmografi
- Rødt tørklæde (Красный галстук, 1948)[2][3]